# Comité d'organisation des Jeux olympiques et paralympiques d'hiver de 2010
Pour les articles homonymes, voir Comité d'organisation et Vancouver (homonymie).
Le Comité d'organisation des Jeux olympiques et paralympiques d'hiver de 2010 à Vancouver (COVAN) (en anglais Vancouver Organizing Committee for the 2010 Olympic and Paralympic Winter Games, VANOC) est une association à but non lucratif responsable de l'organisation, de la planification, du financement et du déroulement des jeux olympiques d'hiver de 2010 et des jeux paralympiques d'hiver de 2010.